# Juan Turchi
Juan Martín Turchi (La Plata, 3 aprile 1976) è un ex calciatore argentino, di ruolo attaccante.

## Carriera
La sua carriera professionistica inizia a 17 anni quando l'Estudiantes lo acquista dal Nueva Alianza. Due stagioni dopo l'esordio in prima squadra nel massimo campionato argentino (stagione 1997-1998). In due anni Turchi colleziona 20 presenze e due reti prima di approdare nel 1999 in Italia prelevato dalla Viterbese di Luciano Gaucci. Nella sua prima stagione a Viterbo conquista la promozione dalla Serie C2; l'anno seguente, invece, ottiene la salvezza.
Nell'estate 2000 la famiglia Gaucci proprietaria anche del Perugia decide di aggregare alla formazione guidata da Serse Cosmi ed impegnata nell'Intertoto anche l'argentino che fa il suo esordio europeo nelle due partite contro lo Standard Liegi che vedono i belgi vincitori.
Turchi viene quindi girato in prestito dapprima al Catania (17 presenze e 2 reti) e poi allo Spezia (11 presenze ed un gol all'attivo). Anche la stagione successiva dopo il ritiro precampionato con il Perugia Turchi viene ceduto in prestito all'Arezzo (20 presenze e 9 reti). Nel 2002 con la stessa formula passa alla Sambenedettese (21 presenze e 3 reti nella stagione regolare).
Nella stagione 2003-2004 fa ritorno a Perugia non riuscendo ad imporsi (per lui solo due apparizioni in Coppa UEFA). Nel giugno 2004 il Perugia lo cede definitivamente al Gualdo in Serie C2 dove resta per due stagioni prima di accasarsi al Foligno, con cui ottiene la promozione in Serie C1 nella stagione 2007-2008.

## Palmarès

### Club

#### Competizioni nazionali
- Serie C2: 2

Viterbese: 1998-1999
Foligno: 2006-2007

#### Competizioni internazionali
- Coppa Intertoto UEFA: 1

Perugia: 2003